# Run of the Mill
«Run of the Mill» es una canción del músico británico George Harrison publicada en el álbum de estudio All Things Must Pass. Harrison compuso la canción durante en los últimos años de The Beatles, a medida que las presiones empresariales en torno a Apple Corps provocaban una ruptura en las amistades dentro del grupo, particularmente entre Paul McCartney y los otros tres miembros. La grabación incluye contribuciones musicales de Gary Wright y de Jim Gordon, Jim Price y Bobby Whitlock, miembros de Delaney & Bonnie. 
Una versión alternativa de la canción, interpretada por Harrison con guitarra acústica, aparece en el álbum recopilatorio Early Takes: Volume 1.

## Personal
- George Harrison: voz y guitarra acústica
- Gary Wright: piano
- Bobby Whitlock: órgano
- Carl Radle: bajo
- Jim Gordon: batería
- Jim Price: trompeta
- Bobby Keys: saxofón